# 馬佐夫舍地區格羅濟斯克

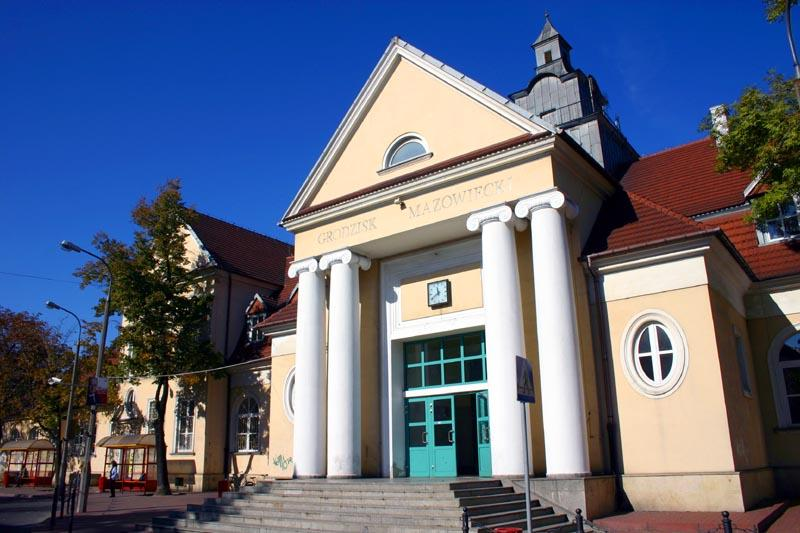

馬佐夫舍地區格羅濟斯克是波蘭的城鎮，位於該國中部，距離首都華沙約30公里，由馬佐夫舍省負責管轄，面積13.19平方公里，2006年人口27,055。第二次世界大戰期間，納粹德國在1939年至1945年期間佔領該鎮。

## 外部連結
- Jewish Community in Grodzisk Mazowiecki （页面存档备份，存于） on Virtual Shtetl

52°07′N 20°38′E / 52.117°N 20.633°E